# ستارفاير (شخصية خيالية)
ستارفاير (بالإنجليزية: Starfire)‏ هي شخصية خيالية من دي سي كومكس ظهرت في الكثير من القصص المصورة لها والمسلسلات التلفزيونية لها مثل أبطال التايتنز أنطلقوا، ويعني إسمها «نار النجوم» وهي فتاة فضائية شبيهة بالبشر وتحب حيوانها الأليف «سلكي» وتحب القطط أيضًا وهي من فريق التايتنز، تحب المغامرات واللهو والحيوانات الأليفة، كما أنها تستطيع الطيران وإطلاق أشعة الليزر من عينيها وتستطيع الطبخ، وهي عكس شريكتها رايفن.
في عام 2013، احتلت ستارفاير المركز الحادي والعشرين في قائمة «أفضل 25 أبطالًا في دي سي كوميكس من IGN». ظهرت ستارفاير في العديد من البرامج التلفزيونية والأفلام الكرتونية، بما في ذلك كعضو في مراهقو التايتنز عرض مسلسل كرتوني على قناة كرتون نتورك باسم أبطال التايتنز انطلقوا بصوت هندن ووتش.

## قصتها
(كورياندر) المعروفة بأسم ستارفاير هي أمير كوكب تماران، (كوماندر) والمعروفة بأسم بلاكفاير هي شقيقة ستارفاير الكبرى ولأنها أصيبت بمرض في طفولتها سُلب منها قوتها مما جعلت ستارفاير تصبح الملكة المستقبلية ومن هنا بدأت بلاكفاير بكره أختها.
وأشتدت هذه الكراهية عندما تم إرسال الأخوتين لتدريب المحاربين مع أمراء الحرب في أوكارا. وصلت الأمور إلى ذروتها خلال تمرين القتال الذي حاولت فيها بلاكفاير قتل أختها. ونتيجة لذلك، تم طرد بلاكفاير وأقسمت على الانتقام.
خانت بلاكفاير كوكبها من خلال تزويد الأعداء بمعلومات مفصلة عن دفاعات تماران، مما سمح لهم بغزو تماران بسهولة، شمل شروط الاستسلام استعباد ستارفاير وعدم العودة مجددًا وإذا لم تنفذ هذه الشروط سيقومون بتدمير الكوكب.
أتضح في النهاية أن من سيكون سيدها هي أختها بلاكفاير مما أثار رعبها، أستغلتها شقيقتها الكبرى أسوء أستغلال لسنوات، وفي يوم قتلت ستارفاير أحد خاطفيها فقررت بلاكفاير إعدامها كعقاب.
وقبل تنفيذ الإعدام تعرضت الأخوتين للهجوم من قبل الـ (بيجينس / Psions) وهم مجموعة من الفضائيين الساديين، وأثناء قيامهم بالهجوم تعرض البيجينس لهجوم من قبل قوات بلاكفاير، تحررت ستارفاير باستخدام البراغي النجمية المطورة حديثًا، وكذلك حررت بلاكفاير، ضربت بلاك فاير أختها بالأشعة بقوة وتم تقييدها لإعدامها لاحقًا، لكن ستارفاير هربت من خلال سرقة مركبة فضائية إلى أقرب كوكب وكان كوكب الأرض.